# نشان بزرگ درجه یک خورشید تابان با گل‌های پالونیا

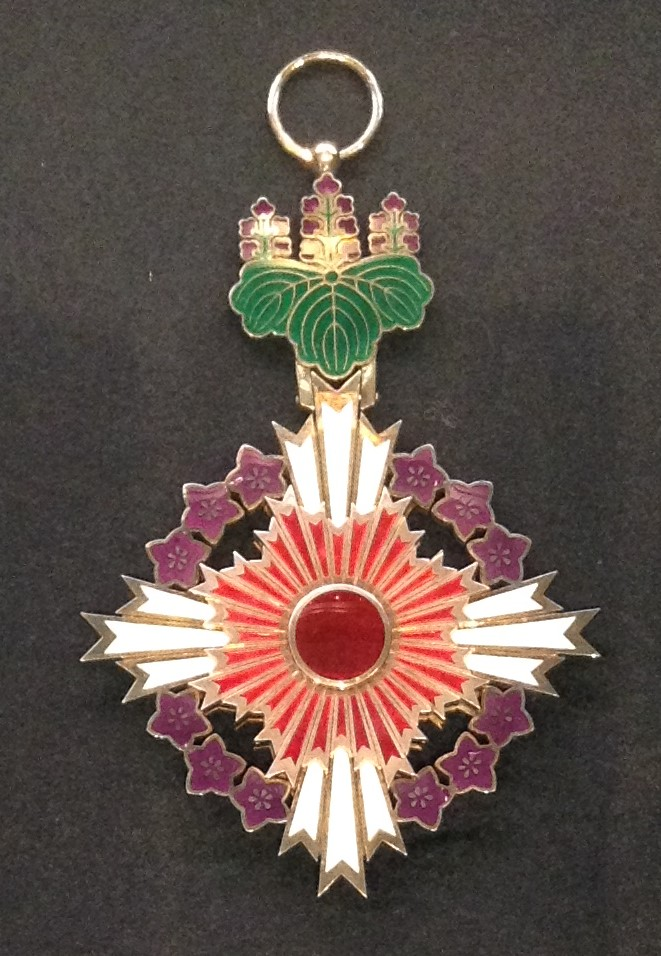

نشان بزرگ درجه یک خورشید تابان با گل‌های پالونیا (به ژاپنی: 勲一等旭日桐花大綬章 くんいっとうきょくじつとうかだいじゅしょう)، یکی از نشان‌های ژاپن است. این نشان در ۴ ژانویه ۱۸۸۸ (۲۱ دوره میجی) به عنوان بالاترین رتبه نشان خورشید تابان اضافه شد. این نشان یکی از بالاترین نشان‌های ژاپن است و تا زمان بازنگری سیستم افتخارات در ۳ نوامبر ۲۰۰۳ (۱۵ هیسه‌ای) به عنوان بالاترین رتبه نشان خورشید تابان استفاده می‌شد. این مقاله نشان بزرگ نشان خورشید تابان، درجه یک، با گل‌های پالونیا را در سیستم قدیمی توضیح می‌دهد. برای مشاهده نشان تحت سیستم جدید، به نشان گل‌های پالونیا مراجعه کنید.